# Severn-Collier-Typ
Der Severn-Collier-Typ war eine im Zweiten Weltkrieg in Großbritannien gebaute Serie von Küstenmotorschiffen. Sie zählen zur Gruppe der Empire-Schiffe.

## Beschreibung
Die Schiffe wurden im Auftrag des Ministry of War Transport (MOWT) gebaut. Vier Schiffe entstanden auf der Werft Richard Dunston in Thorne und zwei weitere bei John Harker in Knottingley. Der Schiffstyp war als Colliers für die Küstenfahrt mit Kohle von Südwales zum Kraftwerk in Gloucester entworfen worden. Die Schiffe hatten eine hohe Back, ein tief herabgezogenes Hauptdeck und eine erhöhte Poop, in der die Besatzung untergebracht war sowie ein vorne über der Poop angeordnetes Ruderhaus. Der Maschinenraum lag achtern und als Antriebsanlage diente jeweils ein Dieselmotor. Bei einer Länge von rund 45 Metern und einer Breite von ca. 6,70 Meter verfügten die Einheiten über eine Tragfähigkeit von rund 350 Tonnen. Alle sechs Einheiten der Bauserie wurden 1943 abgeliefert und erhielten mit dem Begriff  Empire beginnende Namen.
In der Nachkriegszeit dienten die Schiffe bei verschiedenen Reedereien als Küstenfahrer und transportierten überwiegend verschiedene Schüttgüter.  Zwei der Schiffe wurden zu Sandsaugern (kleine selbstfahrende Saugbagger für die Sandgewinnung) umgebaut.

## Die Schiffe
| Severn-Collier-Typ | Severn-Collier-Typ | Severn-Collier-Typ | Severn-Collier-Typ |
| Bauname            | Bauwerft/Baunummer | Ablieferung        | Spätere Namen und Verbleib |
| ------------------ | ------------------ | ------------------ | --- |
| Empire Laird       | Dunston/-          | 1943               | 1947 Monkton Combe, 1950 Halronell, Grundberührung bei Black Rock vor Carnsore (St.-Georgs-Kanal) am 22. Oktober 1961, danach bei Rosslare Harbour gesunken |
| Empire Runner      | Dunston/-          | 1943               | 1947 zum Sandsauger Sand Runner umgebaut, ab Juli 1970 in Southampton abgebrochen |
| Empire Skipper     | Dunston/-          | 1943               | 1947 zum Sandsauger Sand Skipper umgebaut, 1970 bei T. Holden in Southampton abgebrochen |
| Empire Townsman    | Dunston/-          | 1943               | 1947 Roselyne, 1953 Lantyan, 1964 Pen Arun |
| Empire Rancher     | Harker/-           | 1943               | 1947 Shelley, 1948 Normanby Hall, Grundberührung bei Tara Rocks vor Strangford Lough am 16. Oktober 1965 und am 18. Oktober beim Einschleppen nach Carrickfergus gesunken |
| Empire Reaper      | Harker/-           | 1943               | 1947 Browning, 1949 Moreton Corbet, 1953 Lerryn, 1964 zum Sandsauger Port Adur umgebaut, 1969 Sand Wren, 1973 Margaret Smith, am 28. Juni 1978 auf der Reise nach Cowes Kiesladung verrutscht, leckgesprungen und gekentert, nach Yarmouth geschleppt und dort in Position 50°42'90"N; 001°28'13"W gesunken |
| Daten:             |                    |                    | |